# Венторф-бай-Гамбург
Венторф-бай-Гамбург (нім. Wentorf bei Hamburg) — громада в Німеччині, розташована в землі Шлезвіг-Гольштейн. Входить до складу району Герцогство Лауенбург.
Площа — 6,87 км2. Населення становить 13 391 ос. (станом на 31 грудня 2020).